# Peter Carey
Peter Carey (født 7. maj 1943) er en australsk forfatter. Han vandt i 1988 Bookerprisen for romanen Oscar og Lucinda og gentog bedriften i 2001 for romanen Den sande historie om Kelly-banden, der handler om den australske "Robin Hood" Ned Kelly.